# Харовский район
Ха́ровский райо́н — административно-территориальная единица (район) в Вологодской области России. В рамках организации местного самоуправления в границах района существует муниципальное образование Харовский муниципальный округ (с 2004 до 2022 гг. — муниципальный район).
Административный центр — город Харовск.

## География
Площадь района — 3560 км². Основные реки — Кубена, Сить и их притоки. Наиболее крупные озёра — Катромское, Кумзерское, Лесное, Чивицкое, Азлецкое, Шабзерское.

## История

### Ранняя история
В XII—XV веках данная территория находилась в зоне влияния Новгородской республики.
Далее входила в состав Кадниковского уезда Вологодской губернии до 1929 года.

### Создание района
Район образован в 1929 году в составе Вологодского округа Северного края РСФСР, в том же году был избран первый райком ВКП(б). С постановлением ВЦИК от 30 июля 1931 года к Харовскому району была присоединена часть территории упразднённого Сямженского района, но постановлением ВЦИК от 25 января 1935 года Сямженский район был вновь восстановлен.
После принятия Конституции СССР в 1936 году район в составе Северной области. После разделения 23 сентября 1937 года Северной области на Вологодскую и Архангельскую — в составе Вологодской области. В 1954 году посёлок Харовская преобразован в город районного подчинения — Харовск. С 13 декабря 1962 года по 15 января 1965 года, во время неудавшейся всесоюзной реформы по делению на сельские и промышленные районы и парторганизации, в соответствии с решениями ноябрьского (1962 года) пленума ЦК КПСС «о перестройке партийного руководства народным хозяйством», район в числе многих в СССР был временно укрупнён — тогда был образован Харовский сельский район, территория которого включала территорию прежних Харовского и Сямженского административных районов.
В декабре 1962 года было создано Харовское колхозно-совхозное управление и партком этого управления взамен прежних Сямженского и Харовского райкомов КПСС, а первичные партийные организации предприятий, строительных организаций и транспорта прежних Сямженского и Харовского административных районов стали подчинены Сокольскому горкому КПСС. Пленум ЦК КПСС, состоявшийся 16 ноября 1964 года, восстановил прежний принцип партийного руководства народным хозяйством, после чего 15 января 1965 года был восстановлен Харовский райком КПСС, а Указом Верховного Совета РСФСР от 3 ноября 1965 года был восстановлен и Сямженский административный район, тогда же был восстановлен Сямженский райком КПСС.

## Население
| 2002    | 2009    | 2011    | 2012    | 2013    | 2014    | 2015    | 2016    | 2017    |
| ------- | ------- | ------- | ------- | ------- | ------- | ------- | ------- | ------- |
| 20 576  | ↘18 205 | ↘16 318 | ↘15 981 | ↘15 543 | ↘15 328 | ↘15 041 | ↘14 741 | ↘14 456 |
| 2018    | 2019    | 2020    | 2021    | 2023    |         |         |         |         |
| ↘14 150 | ↘13 739 | ↘13 510 | ↘13 151 | ↘12 976 |         |         |         |         |

### Урбанизация
Городское население (в городе Харовск) составляет 64,43 % населения района.

### Национальный состав
По итогам переписи населения 2020 года проживали следующие национальности (национальности менее 0,1 % и другое, см. в сноске к строке «Другие»):
| Национальность | Численность, чел. | Доля     |
| -------------- | ----------------- | -------- |
| Русские        | 12 676            | 96,39 %  |
| Украинцы       | 26                | 0,20 %   |
| Узбеки         | 23                | 0,17 %   |
| Азербайджанцы  | 20                | 0,15 %   |
| Цыгане         | 18                | 0,14 %   |
| Китайцы        | 18                | 0,14 %   |
| Другие         | 370               | 2,81 %   |
| Итого          | 13 151            | 100,00 % |

## Территориальное устройство
Административно-территориальные единицы
Харовский район в рамках административно-территориального устройства, включает 12 административно-территориальных единиц: 1 город районного значения (Харовск) и 11 сельсоветов:
| №  | Сельсовет    | Соответствующее муниципальное образование                                                        |
| -- | ------------ | ------------------------------------------------------------------------------------------------ |
| 1  | Азлецкий     | Шапшинское СП                                                                                    |
| 2  | Ильинский    | Ильинское СП                                                                                     |
| 3  | Кубинский    | Кубенское СП                                                                                     |
| 4  | Кумзерский   | Шапшинское СП                                                                                    |
| 5  | Михайловский | Харовское СП                                                                                     |
| 6  | Разинский    | Кубенское СП                                                                                     |
| 7  | Семигородний | Семигороднее СП Харовского муниципального района; Ногинское СП Сямженского муниципального района |
| 8  | Слободской   | Ильинское СП                                                                                     |
| 9  | Харовский    | Харовское СП                                                                                     |
| 10 | Шапшинский   | Шапшинское СП                                                                                    |
| 11 | Шевницкий    | Кубенское СП                                                                                     |

Муниципальные образования

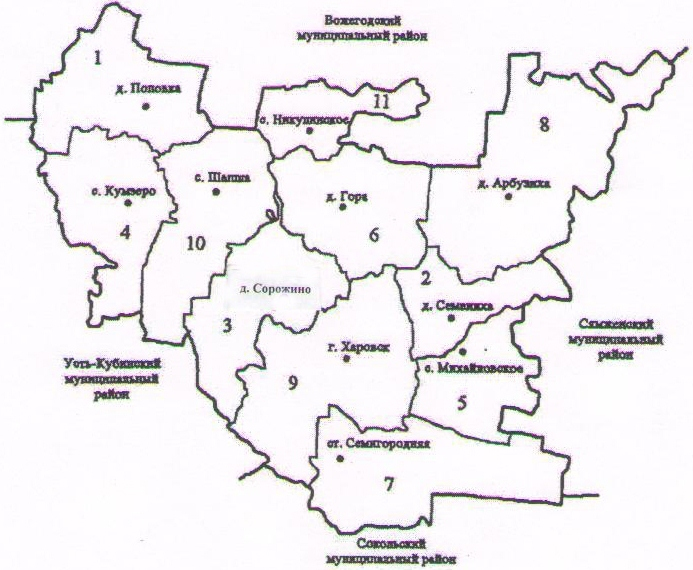
Муниципальные образования в 2004—2009 гг.

В рамках организации местного самоуправления в границах района функционирует Харовский муниципальный округ (с 2004 до 2022 года — муниципальный район).
Изначально в составе новообразованного муниципального района в декабре 2004 года были созданы 1 городское и 11 сельских поселений. В апреле 2009 года было упразднено Шевницкое сельское поселение (включено в Разинское). В 2015 году были упразднены сельские поселения: Слободское (включено в Ильинское); Разинское (включено в Кубенское); Михайловское (включено в Харовское); Азлецкое, Кумзерское (включены в Шапшинское).
С 2015 до 2022 года муниципальный район делился на 6 муниципальных образований нижнего уровня, в том числе 1 городское и 5 сельских поселений.
| №        | Муниципальное образование | Административный центр   | Количество населённых пунктов | Население | Площадь, км² |
| -------- | ------------------------- | ------------------------ | ----------------------------- | --------- | ------------ |
| 1e-06    | Городское поселение:      |                          |                               |           |              |
| 1        | город Харовск             | город Харовск            | 1                             | ↘8361     | 17,70        |
| 1.000002 | Сельское поселение:       |                          |                               |           |              |
| 2        | Ильинское                 | деревня Семениха         | 54                            | ↘468      | 180,13       |
| 3        | Кубенское                 | деревня Сорожино         | 107                           | ↗1369     | 311,68       |
| 4        | Семигороднее              | ж/д станция Семигородняя | 6                             | ↘1035     | 434,59       |
| 5        | Харовское                 | город Харовск            | 108                           | ↘1061     | 471,83       |
| 6        | Шапшинское                | село Шапша               | 104                           | ↗829      | 329,67       |

1 июня 2022 года муниципальный район и все входившие в его состав городское и сельские поселения были упразднены и объединены в Харовский муниципальный округ.

## Населённые пункты
В Харовском районе (муниципальном округе) 379 населённых пункта. В Харовский муниципальный округ входят 376 населённых пунктов без 3 посёлков Семигороднего сельсовета (Дружба, Согорки и 47 км), включённых в Сямженский муниципальный округ.
| №          | Населённый пункт      | Тип         | Население | Бывшее муниципальное образование |
| ---------- | --------------------- | ----------- | --------- | -------------------------------- |
| 1          | Харовск               | город       | ↘8361     | город Харовск                    |
| 2          | Алферовская           | деревня     | 10        | Шапшинское                       |
| 3          | Алферовская           | деревня     | 10        | Харовское                        |
| 4          | Андреевская           | деревня     | 0         | Шапшинское                       |
| 5          | Анисимовская          | деревня     | 0         | Харовское                        |
| 6          | Анфалиха              | деревня     | 3         | Шапшинское                       |
| 7          | Арзубиха              | деревня     | 296       | Ильинское                        |
| 8          | Артемовская           | деревня     | 0         | Шапшинское                       |
| 9          | Асеиха                | деревня     | 4         | Кубенское                        |
| 10         | Афонинская            | деревня     | 4         | Кубенское                        |
| 11         | Афониха               | деревня     | 0         | Кубенское                        |
| 12         | Афониха               | деревня     | 6         | Харовское                        |
| 13         | Балуковская           | деревня     | 6         | Шапшинское                       |
| 14         | Балыково              | деревня     | 0         | Харовское                        |
| 15         | Бараниха              | деревня     | 254       | Харовское                        |
| 16         | Башманово             | деревня     | 3         | Кубенское                        |
| 17         | Бекрениха             | деревня     | 0         | Харовское                        |
| 18         | Беленицыно            | деревня     | 6         | Харовское                        |
| 19         | Беляевская            | деревня     | 16        | Кубенское                        |
| 20         | Бережок               | деревня     | 4         | Кубенское                        |
| 21         | Бильгачево            | деревня     | 44        | Харовское                        |
| 22         | Бильская              | деревня     | 0         | Шапшинское                       |
| 23         | Большая               | деревня     | 3         | Ильинское                        |
| 24         | Большая               | деревня     | 0         | Кубенское                        |
| 25         | Большая               | деревня     | 3         | Кубенское                        |
| 26         | Большая Середняя      | деревня     | 0         | Шапшинское                       |
| 27         | Бор                   | деревня     | 7         | Харовское                        |
| 28         | Борисиха              | деревня     | 0         | Ильинское                        |
| 29         | Борисовская           | деревня     | 6         | Шапшинское                       |
| 30         | Боровиково            | деревня     | 7         | Харовское                        |
| 31         | Бугра                 | деревня     | 3         | Шапшинское                       |
| 32         | Будриха               | деревня     | 31        | Харовское                        |
| 33         | Бурдуковская          | деревня     | 0         | Кубенское                        |
| 34         | Бурчевская            | деревня     | 14        | Кубенское                        |
| 35         | Быково                | деревня     | 0         | Харовское                        |
| 36         | Бычиха                | деревня     | ↘0        | Харовское                        |
| 37         | Варламово             | деревня     | 3         | Харовское                        |
| 38         | Ваталово              | деревня     | 5         | Ильинское                        |
| 39         | Ваулино               | деревня     | 0         | Ильинское                        |
| 40         | Ваулиха               | деревня     | 3         | Ильинское                        |
| 41         | Вахруниха             | деревня     | 0         | Шапшинское                       |
| 42         | Великий Двор          | деревня     | 7         | Харовское                        |
| 43         | Верхняя Горка         | деревня     | 0         | Харовское                        |
| 44         | Возрождение           | посёлок     | 6         | Семигороднее                     |
| 45         | Волонга               | посёлок     | 36        | Семигороднее                     |
| 46         | Волчиха               | деревня     | 3         | Харовское                        |
| 47         | Воронино              | деревня     | 8         | Шапшинское                       |
| 48         | Вторая Малая          | деревня     | 0         | Кубенское                        |
| 49         | Галактиониха          | деревня     | 0         | Кубенское                        |
| 50         | Глазиха               | деревня     | 3         | Шапшинское                       |
| 51         | Глазунья              | деревня     | 0         | Кубенское                        |
| 52         | Головинская           | деревня     | 0         | Харовское                        |
| 53         | Гора                  | деревня     | 0         | Ильинское                        |
| 54         | Гора                  | деревня     | 0         | Кубенское                        |
| 55         | Гора                  | деревня     | 16        | Кубенское                        |
| 56         | Гора                  | деревня     | 227       | Кубенское                        |
| 57         | Горбатиха             | деревня     | 6         | Кубенское                        |
| 58         | Горка                 | деревня     | 0         | Харовское                        |
| 59         | Горка                 | деревня     | 9         | Шапшинское                       |
| 60         | Горка                 | деревня     | 0         | Кубенское                        |
| 61         | Горка                 | деревня     | 0         | Шапшинское                       |
| 62         | Горка Кизимская       | деревня     | 10        | Шапшинское                       |
| 63         | Горка Подсельная      | деревня     | 5         | Шапшинское                       |
| 64         | Гороховка             | деревня     | 4         | Кубенское                        |
| 65         | Гостинская            | деревня     | 6         | Кубенское                        |
| 66         | Гречутино             | деревня     | 0         | Харовское                        |
| 67         | Грибовская            | деревня     | 0         | Ильинское                        |
| 68         | Грибцовская           | деревня     | 0         | Кубенское                        |
| 69         | Гридинская            | деревня     | 6         | Шапшинское                       |
| 70         | Гридинская            | деревня     | 6         | Кубенское                        |
| 71         | Гридкино              | деревня     | 0         | Харовское                        |
| 72         | Гришино               | деревня     | 5         | Шапшинское                       |
| 73         | Грудинская            | деревня     | 0         | Кубенское                        |
| 74         | Давыдовская           | деревня     | 3         | Шапшинское                       |
| 75         | Давыдовская           | деревня     | 0         | Ильинское                        |
| 76         | Даниловская           | деревня     | 0         | Шапшинское                       |
| 77         | Дедевка               | деревня     | 0         | Кубенское                        |
| 78         | Демушиха              | деревня     | 0         | Ильинское                        |
| 79         | Демушиха              | деревня     | 0         | Харовское                        |
| 80         | Денисовская           | деревня     | ↘16       | Кубенское                        |
| 81         | Деревенька            | деревня     | 0         | Кубенское                        |
| 82         | Деревенька Кузнечиха  | деревня     | 5         | Шапшинское                       |
| 83         | Деревенька Шапшинская | деревня     | 0         | Шапшинское                       |
| 84         | Деревягино            | деревня     | 0         | Кубенское                        |
| 85         | Дешинское             | деревня     | 6         | Харовское                        |
| 86         | Дитинская             | деревня     | 20        | Харовское                        |
| 87         | Дмитриево             | деревня     | 3         | Харовское                        |
| 88         | Долгищево             | деревня     | 0         | Кубенское                        |
| 89         | Долгобородово         | деревня     | 5         | Кубенское                        |
| 90         | Дор                   | деревня     | 13        | Шапшинское                       |
| 91         | Дор                   | деревня     | 0         | Шапшинское                       |
| 92         | Дор                   | деревня     | 0         | Кубенское                        |
| 93         | Дор                   | деревня     | 0         | Харовское                        |
| 94         | Дорогушиха            | деревня     | 32        | Кубенское                        |
| 95         | Дресвянка             | деревня     | 0         | Харовское                        |
| 96         | Дробинино             | деревня     | 3         | Кубенское                        |
| 97         | Дружинино             | деревня     | 5         | Шапшинское                       |
| 98         | Дуровская             | деревня     | 8         | Шапшинское                       |
| 99         | Дьяковская            | деревня     | 6         | Харовское                        |
| 100        | Дягилево              | деревня     | 0         | Ильинское                        |
| 101        | Екимовская            | деревня     | 5         | Харовское                        |
| 102        | Ерофеевская           | деревня     | 9         | Шапшинское                       |
| 103        | Ершиха                | деревня     | 0         | Харовское                        |
| 104        | Ершиха                | деревня     | 0         | Ильинское                        |
| 105        | Есиповская            | деревня     | 12        | Кубенское                        |
| 106        | Есюниха               | деревня     | 0         | Харовское                        |
| 107        | Жерличиха             | деревня     | 12        | Ильинское                        |
| 108        | Жуковская             | деревня     | 5         | Шапшинское                       |
| 109        | Заберезник            | деревня     | 0         | Харовское                        |
| 110        | Залесная              | деревня     | 8         | Шапшинское                       |
| 111        | Заречная              | деревня     | 13        | Кубенское                        |
| 112        | Заречная              | деревня     | 0         | Шапшинское                       |
| 113        | Зародиха              | деревня     | 5         | Шапшинское                       |
| 114        | Зарубино              | деревня     | ↘10       | Кубенское                        |
| 115        | Засухино              | деревня     | 5         | Шапшинское                       |
| 116        | Захариха              | деревня     | 10        | Ильинское                        |
| 117        | Захаровская           | деревня     | 0         | Шапшинское                       |
| 118        | Захаровское           | деревня     | 9         | Харовское                        |
| 119        | Зимница               | деревня     | 5         | Кубенское                        |
| 120        | Злодеиха              | деревня     | 0         | Кубенское                        |
| 121        | Золотава              | деревня     | 103       | Ильинское                        |
| 122        | Золотогорка           | деревня     | 0         | Ильинское                        |
| 123        | Зуена                 | деревня     | ↘6        | Шапшинское                       |
| 124        | Иваниково             | деревня     | 9         | Харовское                        |
| 125        | Ивановская            | деревня     | 0         | Ильинское                        |
| 126        | Ивановское            | деревня     | 0         | Харовское                        |
| 127        | Ивачино               | деревня     | 56        | Кубенское                        |
| 128        | Ивачинская            | деревня     | 0         | Ильинское                        |
| 129        | Ивашево               | деревня     | 9         | Шапшинское                       |
| 130        | Ильинская Поповка     | деревня     | 0         | Ильинское                        |
| 131        | Истомиха              | деревня     | 9         | Шапшинское                       |
| 132        | Ишенино               | деревня     | 8         | Ильинское                        |
| 133        | Каплиха               | деревня     | 0         | Харовское                        |
| 134        | Карповское            | деревня     | 3         | Харовское                        |
| 135        | Квашниха              | деревня     | 3         | Кубенское                        |
| 136        | Киевская              | деревня     | 0         | Шапшинское                       |
| 137        | Клепестиха            | деревня     | 17        | Харовское                        |
| 138        | Княжая                | деревня     | 15        | Шапшинское                       |
| 139        | Кобылкино             | деревня     | 0         | Шапшинское                       |
| 140        | Когариха              | деревня     | 26        | Шапшинское                       |
| 141        | Кожинская             | деревня     | 16        | Ильинское                        |
| 142        | Козлиха               | деревня     | 29        | Кубенское                        |
| 143        | Козлово               | деревня     | 0         | Кубенское                        |
| 144        | Козулино              | деревня     | 0         | Кубенское                        |
| 145        | Колыбаниха            | деревня     | 0         | Кубенское                        |
| 146        | Конанцево             | деревня     | 66        | Харовское                        |
| 147        | Конево                | деревня     | 3         | Кубенское                        |
| 148        | Конечная              | деревня     | 4         | Ильинское                        |
| 149        | Коркинское            | деревня     | 3         | Кубенское                        |
| 150        | Коровинская           | деревня     | 0         | Ильинское                        |
| 151        | Коровиха              | деревня     | 0         | Харовское                        |
| 152        | Косариха              | деревня     | 0         | Харовское                        |
| 153        | Костино               | деревня     | 3         | Кубенское                        |
| 154        | Красимиха             | деревня     | 3         | Шапшинское                       |
| 155        | Красково              | село        | 0         | Ильинское                        |
| 156        | Красная Горка         | деревня     | 6         | Кубенское                        |
| 157        | Крутец                | деревня     | 4         | Шапшинское                       |
| 158        | Крюково               | деревня     | 85        | Кубенское                        |
| 159        | Крюковская            | деревня     | 0         | Шапшинское                       |
| 160        | Кудрявцево            | деревня     | 3         | Кубенское                        |
| 161        | Кузнецовская          | деревня     | 0         | Шапшинское                       |
| 162        | Кузнечиха             | деревня     | 0         | Харовское                        |
| 163        | Кузовлево             | деревня     | 11        | Харовское                        |
| 164        | Кузьминская           | деревня     | 8         | Ильинское                        |
| 165        | Кузьминская           | деревня     | 0         | Ильинское                        |
| 166        | Кузьминское           | деревня     | 7         | Харовское                        |
| 167        | Кулешиха              | деревня     | 0         | Шапшинское                       |
| 168        | Кумзеро               | село        | 149       | Шапшинское                       |
| 169        | Куницыно              | деревня     | 0         | Кубенское                        |
| 170        | Купаиха               | деревня     | 8         | Шапшинское                       |
| 171        | Куричиха              | деревня     | 12        | Ильинское                        |
| 172        | Курьяновская          | деревня     | 5         | Кубенское                        |
| 173        | Лавриха               | деревня     | 0         | Шапшинское                       |
| 174        | Лавровская            | деревня     | 0         | Ильинское                        |
| 175        | Лапиха                | деревня     | 0         | Кубенское                        |
| 176        | Лариониха             | деревня     | 5         | Кубенское                        |
| 177        | Лебежь                | деревня     | 0         | Шапшинское                       |
| 178        | Лекалиха              | деревня     | 3         | Кубенское                        |
| 179        | Летово                | деревня     | 0         | Кубенское                        |
| 180        | Леуниха               | деревня     | 0         | Шапшинское                       |
| 181        | Лещёво                | село        | 0         | Харовское                        |
| 182        | Лисино                | деревня     | →6        | Ильинское                        |
| 183        | Лобаниха              | деревня     | 0         | Шапшинское                       |
| 184        | Логиновская           | деревня     | 6         | Кубенское                        |
| 185        | Лощиниха              | деревня     | 14        | Харовское                        |
| 186        | Лукино                | деревня     | 11        | Шапшинское                       |
| 187        | Лукинская             | деревня     | 6         | Кубенское                        |
| 188        | Лучинская             | деревня     | 0         | Кубенское                        |
| 189        | Лысовская             | деревня     | 6         | Шапшинское                       |
| 190        | Ляпшево               | деревня     | 0         | Ильинское                        |
| 191        | Макаровская           | деревня     | 11        | Ильинское                        |
| 192        | Максимиха             | деревня     | 3         | Кубенское                        |
| 193        | Максимовская          | деревня     | 22        | Шапшинское                       |
| 194        | Максимовская          | деревня     | 21        | Кубенское                        |
| 195        | Малая Середняя        | деревня     | 0         | Шапшинское                       |
| 196        | Маньково              | деревня     | 5         | Кубенское                        |
| 197        | Мартыниха             | деревня     | 0         | Шапшинское                       |
| 198        | Мартыниха             | деревня     | 0         | Шапшинское                       |
| 199        | Мартыновское          | деревня     | 4         | Харовское                        |
| 200        | Масловская            | деревня     | 0         | Кубенское                        |
| 201        | Матвеиха-Раменская    | деревня     | 6         | Кубенское                        |
| 202        | Машутиха              | деревня     | 0         | Шапшинское                       |
| 203        | Междуречье            | деревня     | 0         | Шапшинское                       |
| 204        | Межурки               | посёлок     | 85        | Шапшинское                       |
| 205        | Мелентьевская         | деревня     | 0         | Шапшинское                       |
| 206        | Миловская             | деревня     | 0         | Ильинское                        |
| 207        | Митинская             | деревня     | 7         | Кубенское                        |
| 208        | Митинская             | деревня     | 11        | Шапшинское                       |
| 209        | Митиха                | деревня     | 0         | Ильинское                        |
| 210        | Михайловское          | село        | 216       | Харовское                        |
| 211        | Михалево              | деревня     | 13        | Кубенское                        |
| 212        | Михалиха              | деревня     | 0         | Харовское                        |
| 213        | Мишаково              | деревня     | 7         | Кубенское                        |
| 214        | Мишковское            | деревня     | 0         | Харовское                        |
| 215        | Мишутиха              | деревня     | 0         | Ильинское                        |
| 216        | Могиленская           | деревня     | 0         | Харовское                        |
| 217        | Мокеевская            | деревня     | 3         | Кубенское                        |
| 218        | Мурыгинская           | деревня     | 0         | Харовское                        |
| 219        | Мякотиха              | деревня     | 0         | Харовское                        |
| 220        | Мятнево               | деревня     | 0         | Кубенское                        |
| 221        | Мятнево               | деревня     | 47        | Харовское                        |
| 222        | Назариха              | деревня     | 5         | Шапшинское                       |
| 223        | Насоново              | деревня     | 7         | Харовское                        |
| 224        | Нелюбовская           | деревня     | 0         | Харовское                        |
| 225        | Нижне-Кубенский       | посёлок     | 248       | Кубенское                        |
| 226        | Никулинское           | село        | 22        | Кубенское                        |
| 227        | Новец                 | деревня     | 0         | Шапшинское                       |
| 228        | Обориха               | деревня     | 0         | Ильинское                        |
| 229        | Оброчная              | деревня     | 6         | Кубенское                        |
| 230        | Оброчное              | деревня     | 5         | Харовское                        |
| 231        | Оденьевская           | деревня     | 14        | Шапшинское                       |
| 232        | Олешково              | деревня     | 0         | Кубенское                        |
| 233        | Оносино               | деревня     | 5         | Харовское                        |
| 234        | Опуринская            | деревня     | 0         | Шапшинское                       |
| 235        | Осипиха               | деревня     | 7         | Кубенское                        |
| 236        | Останинское           | деревня     | 4         | Харовское                        |
| 237        | Острецовская          | деревня     | 13        | Шапшинское                       |
| 238        | Павловская            | деревня     | 0         | Кубенское                        |
| 239        | Павшиха               | деревня     | 4         | Шапшинское                       |
| 240        | Палкинская            | деревня     | 0         | Кубенское                        |
| 241        | Палковская            | деревня     | 5         | Харовское                        |
| 242        | Панатово              | деревня     | 0         | Харовское                        |
| 243        | Панинская             | деревня     | 0         | Шапшинское                       |
| 244        | Пановское             | деревня     | 10        | Харовское                        |
| 245        | Паньковская           | деревня     | 0         | Шапшинское                       |
| 246        | Паршинская            | деревня     | 5         | Ильинское                        |
| 247        | Паршинская            | деревня     | 26        | Харовское                        |
| 248        | Паршинское            | село        | 0         | Харовское                        |
| 249        | Пауниха               | деревня     | 14        | Кубенское                        |
| 250        | Пашинская             | деревня     | 9         | Шапшинское                       |
| 251        | Пашучиха              | деревня     | 13        | Харовское                        |
| 252        | Первая Малая          | деревня     | 0         | Кубенское                        |
| 253        | Перекс                | деревня     | 17        | Ильинское                        |
| 254        | Перепечино            | деревня     | 20        | Харовское                        |
| 255        | Пехтиха               | деревня     | 0         | Харовское                        |
| 256        | Пиляиха               | деревня     | 0         | Шапшинское                       |
| 257        | Пихтинская            | деревня     | 5         | Шапшинское                       |
| 258        | Пичиха                | деревня     | 6         | Шапшинское                       |
| 259        | Плесниха              | деревня     | 3         | Шапшинское                       |
| 260        | Плешавка              | деревня     | 4         | Ильинское                        |
| 261        | Плясово               | деревня     | 0         | Харовское                        |
| 262        | Погост Никольский     | село        | 101       | Харовское                        |
| 263        | Подошариха            | деревня     | 4         | Кубенское                        |
| 264        | Пожарище              | деревня     | 0         | Шапшинское                       |
| 265        | Пожарище              | деревня     | 0         | Шапшинское                       |
| 266        | Полутиха              | деревня     | 0         | Ильинское                        |
| 267        | Поповка               | деревня     | 100       | Шапшинское                       |
| 268        | Попчиха               | деревня     | 8         | Харовское                        |
| 269        | Потапиха              | деревня     | 0         | Харовское                        |
| 270        | Потапиха              | деревня     | 4         | Шапшинское                       |
| 271        | Починок               | деревня     | 0         | Ильинское                        |
| 272        | Починок               | деревня     | 0         | Кубенское                        |
| 273        | Починок               | деревня     | 0         | Харовское                        |
| 274        | Пошивчиха             | деревня     | 0         | Шапшинское                       |
| 275        | Прокопиха             | деревня     | 0         | Кубенское                        |
| 276        | Прониха               | деревня     | 0         | Шапшинское                       |
| 277        | Пундуга               | посёлок     | 263       | Кубенское                        |
| 278        | Ратновская            | деревня     | 29        | Кубенское                        |
| 279        | Родиониха             | деревня     | 0         | Харовское                        |
| 280        | Саблуково             | деревня     | 0         | Кубенское                        |
| 281        | Савинская             | деревня     | 0         | Харовское                        |
| 282        | Савковская            | деревня     | 23        | Кубенское                        |
| 283        | Самсониха             | деревня     | 0         | Харовское                        |
| 284        | Секирино              | деревня     | 0         | Кубенское                        |
| 285        | Селезениха            | деревня     | 0         | Харовское                        |
| 286        | Семениха              | деревня     | 181       | Ильинское                        |
| 287        | Семеновская           | деревня     | 4         | Шапшинское                       |
| 288        | Семеновская           | деревня     | 0         | Шапшинское                       |
| 289        | Семеновская           | деревня     | 7         | Кубенское                        |
| 290        | Семеновская           | деревня     | 0         | Ильинское                        |
| 291        | Семигородняя          | ж/д станция | 1350      | Семигороднее                     |
| 292        | Сергеевская           | деревня     | 6         | Кубенское                        |
| 293        | Сергеиха              | деревня     | 11        | Шапшинское                       |
| 294        | Сергозеро             | деревня     | 4         | Шапшинское                       |
| 295        | Сибла                 | деревня     | 4         | Харовское                        |
| 296        | Сидорово              | деревня     | 0         | Харовское                        |
| 297        | Сидоровская           | деревня     | 0         | Ильинское                        |
| 298        | Сидоровская           | деревня     | 0         | Кубенское                        |
| 299        | Симаниха              | деревня     | 3         | Ильинское                        |
| 300        | Синяково              | деревня     | 0         | Кубенское                        |
| 301        | Сиренская             | деревня     | 0         | Шапшинское                       |
| 302        | Ситинский             | посёлок     | 227       | Харовское                        |
| 303        | Слободка              | деревня     | 0         | Кубенское                        |
| 304        | Смолиха               | деревня     | 0         | Харовское                        |
| 305        | Согорки               | село        | 5         | Харовское                        |
| 306        | Соколовская           | деревня     | 3         | Кубенское                        |
| 307        | Сопятино              | деревня     | 0         | Шапшинское                       |
| 308        | Сорожино              | деревня     | 221       | Кубенское                        |
| 309        | Сосновка              | деревня     | 0         | Харовское                        |
| 310        | Сотониха              | деревня     | ↘0        | Ильинское                        |
| 311        | Софониха              | деревня     | 0         | Ильинское                        |
| 312        | Софониха              | деревня     | 8         | Шапшинское                       |
| 313        | Спасская              | деревня     | 6         | Ильинское                        |
| 314        | Спасское              | село        | 0         | Харовское                        |
| 315        | Спичиха               | деревня     | 7         | Харовское                        |
| 316        | Стегаиха              | деревня     | 0         | Харовское                        |
| 317        | Стениха               | деревня     | 0         | Харовское                        |
| 318        | Стрелица              | деревня     | 0         | Кубенское                        |
| 319        | Стрелица              | деревня     | 0         | Ильинское                        |
| 320        | Судово                | деревня     | 4         | Харовское                        |
| 321        | Сумино                | село        | 0         | Ильинское                        |
| 322        | Сысоиха               | деревня     | 9         | Харовское                        |
| 323        | Сычево                | деревня     | 0         | Харовское                        |
| 324        | Тарасовская           | деревня     | 0         | Кубенское                        |
| 325        | Тарасовская           | деревня     | 0         | Ильинское                        |
| 326        | Татарское             | деревня     | 0         | Кубенское                        |
| 327        | Терениха              | деревня     | 0         | Шапшинское                       |
| 328        | Терешиха              | деревня     | 0         | Ильинское                        |
| 329        | Тетериха              | деревня     | 0         | Харовское                        |
| 330        | Тимониха              | деревня     | 0         | Шапшинское                       |
| 331        | Тимониха              | деревня     | 0         | Харовское                        |
| 332        | Тимошинская           | деревня     | 8         | Шапшинское                       |
| 333        | Тихонино              | деревня     | 6         | Кубенское                        |
| 334        | Токарево              | деревня     | 5         | Кубенское                        |
| 335        | Томашка               | посёлок     | 116       | Семигороднее                     |
| 336        | Трущевская            | деревня     | 0         | Шапшинское                       |
| 337        | Тюшиха                | деревня     | 0         | Харовское                        |
| 338        | Тюшковская            | деревня     | 15        | Харовское                        |
| 339        | Угол                  | деревня     | ↘3        | Шапшинское                       |
| 340        | Угольская             | деревня     | 0         | Кубенское                        |
| 341        | Уласовская            | деревня     | 0         | Шапшинское                       |
| 342        | Умрища                | деревня     | 0         | Харовское                        |
| 343        | Устречная             | деревня     | 0         | Шапшинское                       |
| 344        | Федоровская           | деревня     | 5         | Харовское                        |
| 345        | Федоровское           | деревня     | 0         | Кубенское                        |
| 346        | Федяково              | деревня     | 0         | Кубенское                        |
| 347        | Филинское             | деревня     | 3         | Кубенское                        |
| 348        | Филиппово             | деревня     | 0         | Харовское                        |
| 349        | Фоминское             | деревня     | 17        | Харовское                        |
| 350        | Халчиха               | деревня     | 0         | Ильинское                        |
| 351        | Харенское             | деревня     | 0         | Харовское                        |
| 352        | Харитониха            | деревня     | 4         | Шапшинское                       |
| 353        | Хвостиха              | деревня     | 0         | Харовское                        |
| 354        | Хомок                 | деревня     | 0         | Харовское                        |
| 355        | Хомутово              | деревня     | 6         | Харовское                        |
| 356        | Царевская             | деревня     | 0         | Ильинское                        |
| 357        | Цариха                | деревня     | 6         | Шапшинское                       |
| 358        | Ципошевская           | деревня     | 0         | Шапшинское                       |
| 359        | Черемухово            | деревня     | 3         | Харовское                        |
| 360        | Чернухино             | деревня     | 17        | Кубенское                        |
| 361        | Чичириха              | деревня     | 8         | Шапшинское                       |
| 362        | Чурилово              | деревня     | 0         | Харовское                        |
| 363        | Шапша                 | село        | 412       | Шапшинское                       |
| 364        | Шемякино              | деревня     | 5         | Шапшинское                       |
| 365        | Шенурово              | деревня     | 8         | Кубенское                        |
| 366        | Шилыково              | деревня     | 10        | Харовское                        |
| 367        | Шиханиха              | деревня     | 3         | Кубенское                        |
| 368        | Шутово                | деревня     | 3         | Шапшинское                       |
| 369        | Щукинская             | деревня     | 5         | Шапшинское                       |
| 370        | Юдинская              | деревня     | 4         | Кубенское                        |
| 371        | Юртинская             | деревня     | 4         | Шапшинское                       |
| 372        | Якуниха               | деревня     | 0         | Ильинское                        |
| 373        | Якушево               | деревня     | 3         | Кубенское                        |
| 374        | Яскино                | деревня     | ↘8        | Кубенское                        |
| 375        | 17 км                 | посёлок     | 14        | Семигороднее                     |
| 376        | 6 км                  | посёлок     | ↘10       | Семигороднее                     |
| 376.000001 | Дружба                | посёлок     | 61        | Ногинское                        |
| 376.000002 | Согорки               | посёлок     | 118       | Ногинское                        |
| 376.000003 | 47 км                 | посёлок     | 0         | Ногинское                        |

Упразднённые населённые пункты
- 2020 год — деревни Красново, Самылиха[35], Саматово[36], Машковская и Ракульское[37].
- 2022 год — деревня Ершиха Кубенского сельсовета[38].
- 2022 год — деревня Средняя Горка[39].
- 2025 год — деревни Горка (код ОКАТО 19252840012), Деряжница и Ерихино

## Транспорт
С севера на юг через район проходит железнодорожная магистраль Северной железной дороги, в пределах района её протяжённость 90 км. Районный центр одновременно является железнодорожной станцией. Кроме железной дороги Харовский район имеет связь с областным центром по автомобильным дорогам «Вологда—Сямжа—Харовск» (172 км) и «Вологда—Сокол—Харовск—Вожега» (119 км).
Общая протяжённость автомобильных дорог по территории Харовского района — 439 км, в том числе: с асфальтобетонным покрытием — 121 км (27,5 % всей протяжённости дорог); гравийные — 259 км (59 % протяжённости дорог); грунтовые и подъезды к населённым пунктам — 59 км (13,5 % протяжённости дорог).